# Froilán Arriagada Herrera
Froilán Arriagada Herrera (Concepción, 15 de mayo de 1892 – 6 de mayo de 1967) Militar chileno, ocupó el cargo de Ministro de Economía y Comercio en el gobierno de Juan Antonio Ríos.
Hijo de Frolán Arriagada Medina y Carmen Herrera. Casado con Inés Fehrenberg von Bischoffshausen, con quien no tuvo descendencia y adoptaron un hijo. Estudio en el Liceo de Hombres de Concepción, ingresando luego en la Escuela Militar. Llegó a alcanzar el cargo de general de división en 1944, retirándose del ejército en 1946. Fue comandado en el Ejército francés para estudiar los nuevos métodos en Educación Física en 1923. Miembro del Club Militar.
Fue Ministro de Economía y Comercio entre 1942 y 1943.
| Predecesor: Francisco Solar Neira | Ministro de Economía y Comercio 21 de octubre de 1942 - 4 de febrero de 1943 | Sucesor: Rodolfo Jaramillo Bruce |

- Datos: Q5869727